# 6142 Tantawi
6142 Tantawi è un asteroide della fascia principale. Scoperto nel 1993, presenta un'orbita caratterizzata da un semiasse maggiore pari a 2,4576641 UA e da un'eccentricità di 0,1386143, inclinata di 2,94352° rispetto all'eclittica.